# DeAndre Liggins
DeAndre Desmond Liggins (Chicago, 31 marzo 1988) è un cestista statunitense.

## Carriera
È stato selezionato dagli Orlando Magic al secondo giro del Draft NBA 2011 (53ª scelta assoluta).

## Statistiche

### College
| Anno      | Squadra           | PG  | PT | MP   | TC%  | 3P%  | TL%  | RP  | AP  | PRP | SP  | PP  |
| --------- | ----------------- | --- | -- | ---- | ---- | ---- | ---- | --- | --- | --- | --- | --- |
| 2008-2009 | Kentucky Wildcats | 33  | 1  | 16,5 | 36,2 | 23,5 | 67,3 | 2,3 | 2,8 | 0,7 | 0,4 | 4,2 |
| 2009-2010 | Kentucky Wildcats | 29  | 0  | 15,3 | 41,9 | 31,8 | 59,0 | 2,3 | 0,8 | 0,7 | 0,3 | 3,8 |
| 2010-2011 | Kentucky Wildcats | 38  | 28 | 31,6 | 42,4 | 39,1 | 64,8 | 4,0 | 2,5 | 1,2 | 0,7 | 8,6 |
| Carriera  | Carriera          | 100 | 29 | 21,9 | 40,7 | 33,2 | 64,3 | 3,0 | 2,1 | 0,9 | 0,5 | 5,8 |

### NBA

#### Regular Season
| Anno      | Squadra             | PG  | PT | MP   | TC%  | 3P%  | TL%  | RP  | AP  | PRP | SP  | PP  |
| --------- | ------------------- | --- | -- | ---- | ---- | ---- | ---- | --- | --- | --- | --- | --- |
| 2011-2012 | Orlando Magic       | 17  | 0  | 6,8  | 48,0 | 0,0  | 47,4 | 0,9 | 0,3 | 0,4 | 0,0 | 1,9 |
| 2012-2013 | Oklahoma Thunder    | 39  | 1  | 7,4  | 44,7 | 36,8 | 50   | 1,4 | 0,4 | 0,5 | 0,1 | 1,5 |
| 2013-2014 | Miami Heat          | 1   | 0  | 1,0  | 0,0  | 0,0  | 0,0  | 1,0 | 0,0 | 0,0 | 0,0 | 2,0 |
| 2016-2017 | Cleveland Cavaliers | 61  | 19 | 12,3 | 38,2 | 37,8 | 62,2 | 1,7 | 0,9 | 0,7 | 0,2 | 2,4 |
| 2016-2017 | Dallas Mavericks    | 1   | 0  | 25,0 | 50,0 | 0,0  | 66,7 | 7,0 | 0,0 | 2,0 | 0,0 | 8,0 |
| 2017-2018 | Milwaukee Bucks     | 31  | 1  | 15,5 | 33,8 | 30,6 | 40,0 | 1,6 | 0,9 | 0,9 | 0,3 | 1,8 |
| 2017-2018 | N.O. Pelicans       | 27  | 3  | 9,0  | 43,9 | 47,1 | 0,0  | 1,0 | 0,8 | 0,4 | 0,1 | 1,6 |
| Carriera  | Carriera            | 177 | 24 | 10,8 | 40,2 | 35,2 | 54,9 | 1,4 | 0,7 | 0,6 | 0,2 | 2,0 |

#### Play-off
| Anno     | Squadra          | PG | PT | MP  | TC%  | 3P%  | TL%  | RP  | AP  | PRP | SP  | PP  |
| -------- | ---------------- | -- | -- | --- | ---- | ---- | ---- | --- | --- | --- | --- | --- |
| 2013     | Oklahoma Thunder | 8  | 0  | 8,5 | 33,3 | 20,0 | 25,0 | 1,8 | 0,5 | 0,1 | 0,1 | 1,0 |
| 2018     | N.O. Pelicans    | 3  | 0  | 4,7 | 0,0  | 0,0  | 50,0 | 0,3 | 0,0 | 0,0 | 0,0 | 0,3 |
| Carriera | Carriera         | 11 | 0  | 7,5 | 30,0 | 20,0 | 33,3 | 1,4 | 0,4 | 0,1 | 0,1 | 0,8 |

### G League

#### Regular Season
| Anno       | Squadra           | PG  | PT  | MP   | TC%  | 3P%  | TL%  | RP  | AP  | PRP | SP  | PP   |
| ---------- | ----------------- | --- | --- | ---- | ---- | ---- | ---- | --- | --- | --- | --- | ---- |
| 2012-2013  | Tulsa 66ers       | 19  | 19  | 34,2 | 45,1 | 46,0 | 66,7 | 6,9 | 4,3 | 1,7 | 0,4 | 11,6 |
| 2013-2014  | S. Falls Skyforce | 42  | 41  | 39,9 | 39,0 | 32,6 | 78,3 | 7,1 | 4,8 | 2,6 | 0,6 | 14,2 |
| 2015-2016† | S. Falls Skyforce | 34  | 33  | 38,4 | 42,8 | 43,4 | 71,1 | 6,3 | 7,0 | 2,1 | 0,5 | 13,0 |
| 2018-2019  | S. Falls Skyforce | 25  | 21  | 31,6 | 42,0 | 38,3 | 65,3 | 4,8 | 5,7 | 1,3 | 0,5 | 10,8 |
| Carriera   | Carriera          | 120 | 114 | 36,8 | 41,4 | 38,1 | 72,7 | 6,4 | 5,5 | 2,0 | 0,5 | 12,8 |

#### Playoffs
| Anno     | Squadra           | PG | PT | MP   | TC%  | 3P%  | TL%  | RP  | AP  | PRP | SP  | PP   |
| -------- | ----------------- | -- | -- | ---- | ---- | ---- | ---- | --- | --- | --- | --- | ---- |
| 2013     | Tulsa 66ers       | 4  | 4  | 33,9 | 36,0 | 39,1 | 86,7 | 6,0 | 4,5 | 1,3 | 0,0 | 14,5 |
| 2014     | S. Falls Skyforce | 5  | 5  | 36,7 | 42,2 | 48,3 | 82,6 | 6,8 | 4,2 | 2,6 | 0,4 | 14,2 |
| 2016†    | S. Falls Skyforce | 7  | 7  | 37,8 | 41,5 | 32,1 | 76,5 | 7,0 | 7,7 | 2,0 | 0,4 | 10,9 |
| Carriera | Carriera          | 16 | 16 | 36,5 | 40,0 | 40,0 | 81,8 | 6,7 | 5,8 | 2,0 | 0,3 | 12,8 |

### Eurocup
| Anno      | Squadra          | PG | PT | MP   | TC%  | 3P%  | TL%  | RP  | AP  | PRP | SP  | PP  |
| --------- | ---------------- | -- | -- | ---- | ---- | ---- | ---- | --- | --- | --- | --- | --- |
| 2014-2015 | Krasnyj Oktjabr' | 12 | 8  | 25,8 | 42,7 | 36,7 | 60,0 | 4,4 | 3,4 | 1,6 | 0,3 | 6,5 |
| Carriera  | Carriera         | 12 | 8  | 25,8 | 42,7 | 36,7 | 60,0 | 4,4 | 3,4 | 1,6 | 0,3 | 6,5 |

## Palmarès
- Campione NBA D-League (2016)
- 2 volte NBA Development League Defensive Player of the Year (2014, 2016)
- 2 volte All-NBDL All-Defensive First Team (2014, 2016)
- 2 volte All-NBDL Second Team (2014, 2016)
- Migliore nelle palle recuperate NBDL (2014)